# Najas horrida
Najas horrida, vrsta vodene biljke iz roda podvodnica, porodica žabogrizovke, raširena isključivo po Africi. To je višegodišnja, ponekad jednogodišnja biljka koja raste po vodenim staništima, poglavito po močvarama i stajačim vodama. U Egiptu raste tek uz rijeku Nil, u blizini Asuana i kod jezera Nasser

## Sinonimi
- Najas interrupta K.Schum.